# September (película)
Septiembre (en inglés: September) es una película dramática de 1987 escrita y dirigida por Woody Allen. Es una de las películas más controvertidas del cineasta, al ser un intenso drama al más puro estilo de Ingmar Bergman y del dramaturgo Henrik Ibsen. La película, que no cuenta con Woody Allen entre el reparto de actores, se aleja de su comedia intelectual para adentrarse en la complejidad de las relaciones humanas.

## Argumento
Todo sucede durante unas vacaciones en una cabaña en Vermont. Lana (Mia Farrow) y Peter (Sam Waterston), escritor del que está enamorada, pasan el verano ahí, acompañados de una amiga, la madre de Lana y su actual esposo. Los personajes, después de varios días de interacción, comienzan a tejer intrincadas relaciones de amor y odio, desembocando en un final inevitable para todos.
La película se sitúa toda dentro de la misma casa, sin contacto hacia el mundo exterior, dando una impresión claustrofóbica. Esto remite directamente a otro drama del mismo Allen, Interiores, que sin embargo recibió mejores críticas que esta.

## Reparto
| Actor           | Personaje   |
| --------------- | ----------- |
| Denholm Elliott | Howard      |
| Dianne Wiest    | Stephanie   |
| Mia Farrow      | Lane        |
| Elaine Stritch  | Diane       |
| Sam Waterston   | Peter       |
| Jack Warden     | Lloyd       |
| Rosemary Murphy | Sra. Mason  |
| Ira Wheeler     | Sr. Raines  |
| Jane Cecil      | Sra. Raines |

- Datos: Q1770003